# Aufwuchsstärke
Aufwuchsstärke (oder Mobilmachungsstärke) ist im Militärwesen die Stärke einer Armee im Verteidigungsfall. Gegensatz ist die Friedensstärke. 

## Allgemeines
Der Begriff der Aufwuchsstärke leitet sich vom Aufwuchs ab, mit dem die Erhöhung des Leistungspotentials oder der Personalkapazität einer Armee umschrieben wird. 

## Zusammensetzung
Die Friedensstärke einer Armee setzt sich aus Wehrpflichtigen, Zeit- und Berufssoldaten zusammen. Im Verteidigungsfall findet eine Mobilmachung statt, durch die Reservisten einberufen werden und sich auch Freiwillige melden. Die hierdurch erreichbare Stärke heißt Aufwuchsstärke. 

## Berechnung
Zu berücksichtigen ist, ob es sich um eine reine Freiwilligenarmee (Zeit- und Berufssoldaten) oder um eine Wehrpflichtarmee handelt. Während sich die Aufwuchsstärke bei einer Freiwilligenarmee rechnerisch aus der Jahrgangsgröße (ohne Frauen) und der Differenz aus Mindestalter (16 Jahre) und Höchstalter (45 Jahre) ergibt (also 29 Jahre), ist die Stärke einer Wehrpflichtarmee wesentlich größer. In Deutschland betrüge die Aufwuchsstärke bei letzterer rund 11,5 Millionen, bei Freiwilligen lediglich 493.000 Soldaten. In Österreich wird beim Bundesheer mit einer Aufwuchsstärke von 55.000 Soldaten geplant, die Schweizer Armee geht von 1,1 Millionen aus.